# Erdélyi hadjárat (1916)
Az erdélyi hadjárat a Románia 1916. augusztus 27-i hadba lépését követően meginduló támadó offenzíva volt, amelynek során három román hadsereg lépte át Erdély keleti határát, és indult meg az ország belső területei felé. Az offenzíva célja a Maros vonalának elérése volt, majd onnan két irányból továbbmenetelve a Tisza síkságára való kijutás és közvetlen támadás a magyar főváros, Budapest irányában. A román csapatok szeptember első hetében megszállták Petrozsényt és az Erdély délkeleti és keleti határa mögött fekvő székely medencéket, a román előrenyomulással párhuzamosan előbb a határ menti, majd a belső vármegyékből is spontán menekülthullám indult meg, melynek ellátása és útjának szervezése hatalmas nehézségekkel járt és komoly szervező munkát kívánt, továbbá jelentős mennyiségű vasúti kapacitást vett igénybe, ami a csapatok frontra szállítását is akadályozta.
A számbeli fölényben lévő román csapatokkal szemben kezdetben csak a csekély harcértékkel bíró 1. osztrák–magyar hadsereg (parancsnoka Arthur Arz von Straussenburg) állt szemben, de részben az utánpótlási gondok, a harctéri tapasztalat hiánya és a román vezérkar hozzá nem értése folytán, az offenzíva a vártnál lassabban haladt, a román erők az első három hét alatt mindössze 60 km-t jutottak előre az északi és 100 km-t a déli szárnyon. A késlekedést kihasználva csapaterősítések érkeztek a régióba, és az osztrák–magyar erők az újonnan felálló 9. német hadsereggel (parancsnoka Erich von Falkenhayn) együtt sikeres ellentámadást indítottak, amelynek eredményeképp október közepére a román alakulatok kiszorultak az ország területéről, majd a központi hatalmak folytatódó támadásai következtében az év végére Románia túlnyomó része is megszállás alá került.

## Előzmények

### Románia diplomáciája a háború első két évében
Románia (mely az évszázadokon át török uralom alatt álló Moldva és Havasalföld egyesüléséből jött létre) az 1877–78-ban folytatott függetlenségi háborúja eredményeképpen véglegesen elszakadt az Oszmán Birodalomtól, és Román Királyság néven új, független európai állammá vált. Az új állam az orosz nagyhatalmi előretöréstől fenyegetve 1883-ban titkos szerződés keretében társult a Németország, az Osztrák–Magyar Monarchia és Olaszország nevével fémjelzett hármas szövetséghez, ugyanakkor ez a nagy nyilvánosság előtt titokban maradó szerződés ellentétben állt a román közélet által harsogott nacionalista törekvésekkel, amelyek „Nagy-Románia” megteremtését és a diaszpórában élő románsággal való egyesülés gondolatát fogalmazták meg. Ezen törekvés területi igényt fogalmazott meg számos, a történelmi Magyarországhoz tartozó területre (például Erdély, Partium, Bánság), mely természetesen ellenkezett az osztrák–magyar érdekekkel, komoly feszültséget teremtve a két ország között.
Az első világháború 1914. július 28-i kitörését követően Románia – az 1883-től élő (és utoljára 1913-ban megerősített) szövetségi szerződés ellenére - semleges álláspontra helyezkedett, ugyanakkor ez nem változtatott azon a tényen, hogy a háborúban közvetlenül érdekeltek voltak. Az általuk képviselt osztályok nacionális törekvéseik érvényre juttatását – amelyek más nemzetek sérelmére is kiterjedtek – a háború sikerétől várták, ezek realizálásának útját, módját és helyét illetően azonban ekkor még nem jutottak dűlőre.
A háború elkövetkező két éve során mindkét nagy katonai szövetség, a központi hatalmak és az antant diplomatái is igyekeztek a maguk oldalára állítani a román államot, ugyanakkor a központi hatalmak helyzete nehezebb volt a hangsúlyos magyar érdekek és a gyengébb alkupozíciói miatt. Románia területi igényei közül Besszarábia és Bukovina bizonyos részeinek átengedését ismerték volna el, míg az antant szabadabban ígérhetett a románoknak a Magyar Királysághoz tartozó területeket, mint Erdélyt vagy a Partiumot. Végül a Károly halála (1914. október 10.) után trónja kerülő I. Ferdinánd király és a román politikai vezetés az 1916 nyarán végrehajtott orosz Bruszilov-offenzíva sikereit látva elérkezettnek látta az időt az ország hadba lépésére.
A sorozatos tárgyalások eredményeképpen 1916 nyarára létrejött a megegyezés az antant hatalmak és a Román Királyság közt, melyet az augusztus 17-én Bukarestben aláírt titkos szerződés pecsételt meg. A szerződés értelmében az antant vállalta, hogy a szaloniki és a galíciai hadszíntéren indítandó offenzívákkal, továbbá jelentős mennyiségű hadianyaggal segíti a Monarchia elleni román támadás végrehajtását, Románia pedig kötelezettséget vállalt arra, hogy legkésőbb augusztus 28-ig megindítja a Monarchia elleni offenzíváját, illetve hogy nem köt különbékét a központi hatalmakkal. A szerződés továbbá rendelkezett arról, hogy a háború győztes befejezését követően jelentős területi kompenzációval ismerik el a román állam katonai részvételét, a szerződés rendelkezései alapján Romániának ígérték Bukovinát, a Bánság és Erdély egészét, továbbá a partiumi területeket egészen a Tisza vonaláig.

### Katonai előkészületek

#### Románia

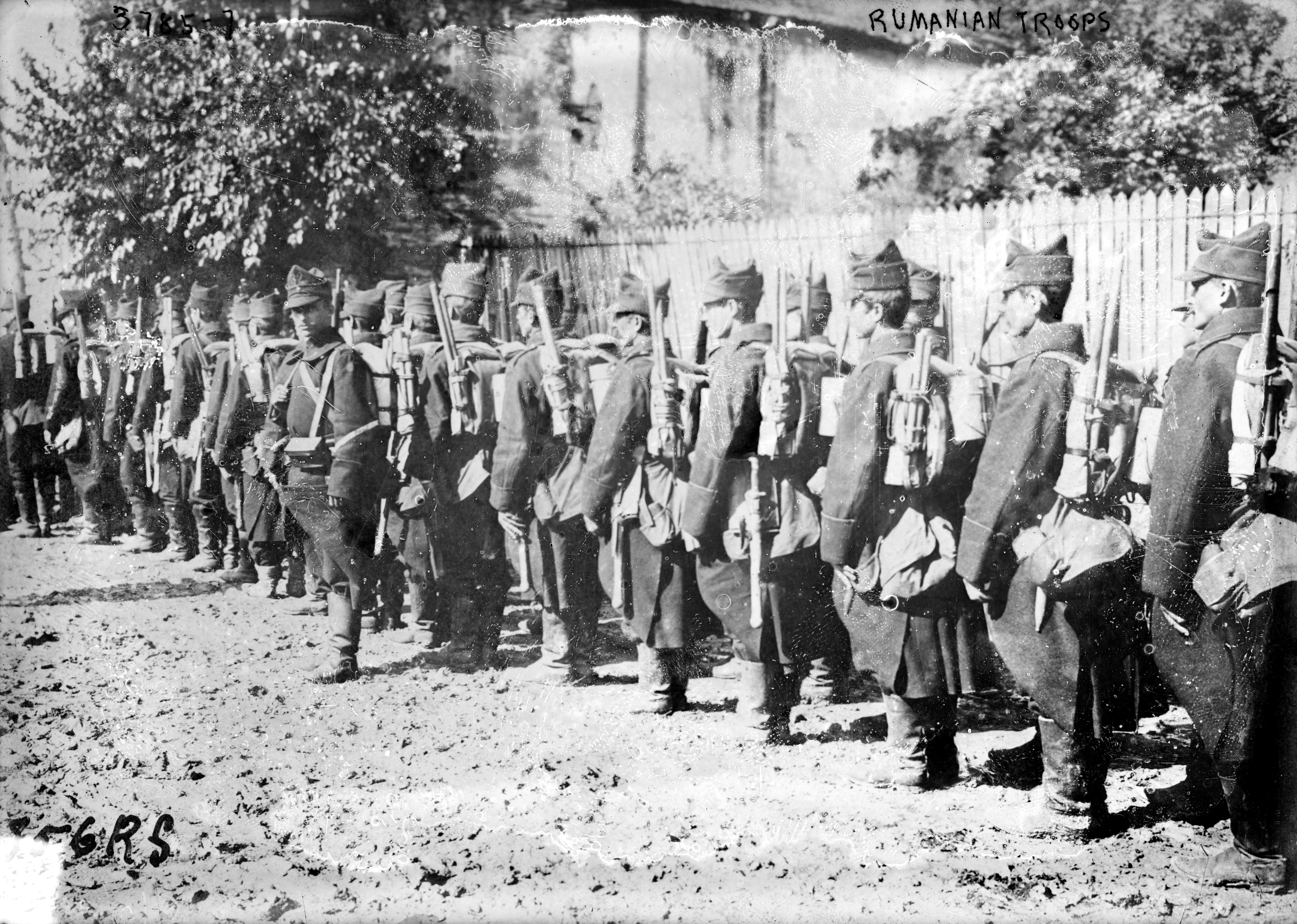
Román katonák csoportja az első világháború idején

Az 1916. augusztus 15-én kiadott mozgósítási rendelet, az úgynevezett „Ipoteza Z” (Z hipotézis) értelmében megkezdődött a román haderő felkészítése a közelgő offenzívára. Rövidesen 5-600 000 főt mozgósítottak, amelyből négy hadsereget szerveztek. A román haderő a közelgő offenzíva tekintetében jelentős számbeli fölénnyel rendelkezett, ugyanakkor a hadsereg felszereltsége korántsem volt megfelelőnek mondható, továbbá a tisztikar jelentős része sem rendelkezett megfelelő hadi tapasztalatokkal. A belső rendet tekintve a román hadsereg a többi államhoz hasonlóan kettős tagolódású volt: az első vonalat a „működő hadsereg” alkotta (ez a hivatásos és behívott tartalékos katonákból állt), míg a második vonalban a milícia (népfelkelők) állt, ugyanakkor a hadjárat első napjai bizonyították, hogy ez a tagolódás a gyakorlatban nem volt nyilvánvaló, a két vonal a harcok idején összekeveredett.
A haditerv tekintetében is számos bizonytalan elem volt. A román hadvezetés jelentős mértékben támaszkodott az antant által az északi és déli fronton megindítandó tehermentesítő offenzívákra, és nem számolt a központi hatalmak nagyobb erejű, a déli, dobrudzsai harcvonalra mért támadására sem. Bár vállalta az orosz csapatokkal való közös együttműködést, a terv ennek részleteivel nem foglalkozott. Az Ipoteza Z szerint a mozgósított négy román hadsereg közül az első, a második és a negyedik hadsereg a Keleti-Kárpátok vonalán felállva indít általános támadást és tör be Erdélybe, majd vonul tovább Budapest irányába, míg a harmadik hadsereget a dunai–dobrudzsai fronton vonják össze az Erdély elleni offenzíva biztosítása, a várható bolgár támadás elhárítása érdekében. Az erdélyi offenzívában résztvevő román katonák száma megközelítőleg 440 ezer főt tett ki, nekik kellett néhány nap alatt elérniük a Maros vonalát, hogy utána két irányból kijussanak a Tisza síkságára.
Az erdélyi offenzívában résztvevő román csapatok csoportosítása a következőképpen alakult a támadás megkezdését megelőzően:
4. (északi) hadsereg (Armata de Nord, parancsnoka Constantin Prezan), Piatra Șoimului és Târgu Ocna (Aknavásár) között, illetve a lovasság Onesti-nél (Ónfalva)
- 7., 8., és 14. gyaloghadosztály
- 2. lovashadosztály
- 4. „Călărași” lovasbrigád [10]

2. hadsereg (Armata 2, parancsnoka szeptember 25-ig Grigore Crăiniceanu, utána Alexandru Averescu), Focșani (Foksány) és Câmpulung (Moldvahosszúmező) között
- 3., 4., 5. 6. gyaloghadosztály
- 21. és 25. gyaloghadosztály (tartalék)
- 3. „Călărași” lovasbrigád

1. hadsereg (Armata 1, parancsnoka október 11-ig Ioan Culcer, utána Ion Dragalina, Nicolae Petala, Paraschiv Vasilescu, Dumitru Strătilescu), Calafat és Curtea de Argeș (Argyasudvarhely) között
- 1., 11., 13. és 23. gyaloghadosztály
- 2. és 12. gyaloghadosztály (tartalék)
- 1. „Călărași” lovasbrigád

A 3. hadsereget (Armata 3, parancsnoka ekkor Mihail Aslan) a dunai-dobrudzsai vonalon vonták össze, három gyaloghadosztályból (17., 9. és 19.) és egy lovassági dandárból állt, továbbá idevezényeltek kettő orosz gyaloghadosztályt és egy orosz lovashadosztályt is. Ezen felül az Al-Duna mentén a 20. gyaloghadosztály, Olténiában a 16. és 18. gyaloghadosztály és a 44. gyalogdandár állomásozott, felkészülve a román határ biztosítására a bolgár csapatokkal szemben. A román főváros, Bukarest közelében további két gyaloghadosztály (10., 15.) állomásozott mint általános tartalék.

#### Központi hatalmak

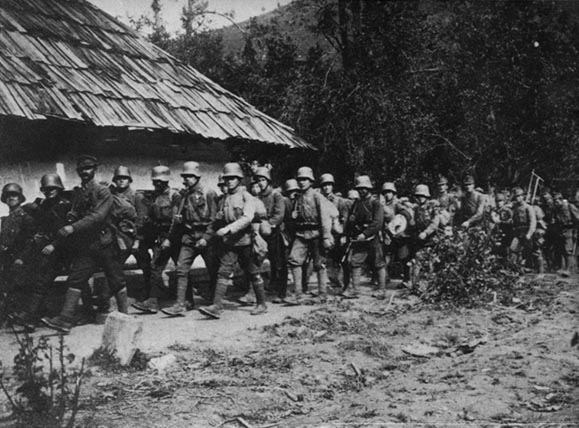
Az 51. honvéd hadosztály rohamszázada

1916 nyarára már a vezető magyar politikai körök is egyre jobban realizálták egy esetleges román támadás lehetőségét és annak súlyos következményeit, ezért egyre jobban sürgették megfelelő ellenlépések megtételét. Maga a magyar miniszterelnök, Tisza István is (aki 1916 tavaszán még szkeptikus volt a román veszéllyel szemben) július közepén már azt mondta a külügyminiszternek, Burián Istvánnak: „Ne áltassuk magunkat. A román veszély nagyon komoly, és bármely pillanatban aktuális lehet”. Ebből kifolyólag még ebben a hónapban megállapodás jött létre a német, az osztrák–magyar és a bolgár katonai vezetés között egy esetleges román offenzíva ellen végrehajtandó, összehangolt katonai lépésekkel kapcsolatban. Megegyeztek, hogy egy román támadással szemben offenzív módszerekkel lépnek fel. Nem a román előrenyomulás feltartóztatása a cél, hanem a Románia jelentette veszély mielőbbi megszüntetése és egy újabb frontvonal kialakulásának megelőzése. Ezen felül döntés született az úgynevezett Duna-hadsereg felállításáról Észak-Bulgáriában (parancsnoka August von Mackensen), amelyet német és döntő részt bolgár és török alakulatok alkottak, továbbá Erdély védelmére megkezdődött az 1. osztrák–magyar hadsereg újjászervezése, melynek parancsnokává az erdélyi szász Arthur Arz von Straussenburg tábornokot (a későbbi cs. és kir. vezérkari főnök) nevezték ki.
Az osztrák–magyar erők hadrendje papíron így nézett ki a román offenzíva kezdetekor (1916. augusztus 27.):
1. hadsereg (Arthur Arz von Straussenburg), a főparancsnokság székhelye Kolozsváron
- 51. honvéd gyaloghadosztály
- 61. és 71. közös gyaloghadosztály
- 143. dandár
- 144. és 145. népfelkelő gyalogdandár[17]

Az 1. hadsereg augusztus végén mindössze 40 zászlóalj (34 ezer katona, ezer csendőr és 70 löveg, a besorozott polgári személyzettel együtt is alig 70 ezer fő) állt rendelkezésére a 670 km hosszú erdélyi határszakasz védelmére. Arz a román határt öt szakaszra osztotta, amelyeket egy-egy vegyes összetételű egység védelmezett. Az első vonalba csendőrökből és vámosokból álló csekély harcértékű erők kerültek (ők felügyelték elviekben a hágókat). A bukovinai arcvonalhoz csatlakozva a Határkőig és az onnan délre a Nemeréig tartó szakaszokat a Konrad Grallert tábornok vezette 61. honvéd hadosztály felügyelte. A Brassótól délre és délkeletre fekvő útvonalakat a 71. hadosztály védte (parancsnoka Anton Goldbach), nagytalmácsi védőszakaszt a 143. dandár, a hátszegi-és az orsovai szakaszokat pedig a 144., illetve a 145. népfelkelő gyalogdandárok felügyelték. Fontos szerep jutott azoknak a zászlóaljaknak is, amelyeket sebtében állítottak fel dél-erdélyi bányászokból, akik egészen a román támadás napjáig folytatták a termelést a tárnákban. Az erdélyi osztrák–magyar erők tartalékául mindössze az 51. gyaloghadosztály szolgált, azonban ennek is a hadjárat kezdetére még csak két gyalogezrede érkezett meg, így a határbiztosító csendőr- és pénzügyőrökön, valamint a bányászzászlóaljakat leszámítva csupán három gyenge gyaloghadosztály és három népfelkelő gyalogdandár állott ekkor rendelkezésére, és ezek sem voltak a teljes hadi állományra kiegészítve, felszereltségük sem volt megfelelő. Nagy Vilmos tábornok az erdélyi hadjáratról írott könyvében az erdélyi erők létszámát 32 zászlóaljra becsüli, a román túlerőt hét-nyolcszorosra teszi. Arz tábornok is tisztában volt azzal, hogy ezekkel az erőkkel lehetetlen Erdély megvédése, feladata elsősorban a támadó erők előrenyomulásának lassítása volt, elég időt biztosítva a terület védelmére érkező osztrák–magyar-és német erősítések beérkezéséig.

## A hadjárat lefolyása

### A román offenzíva

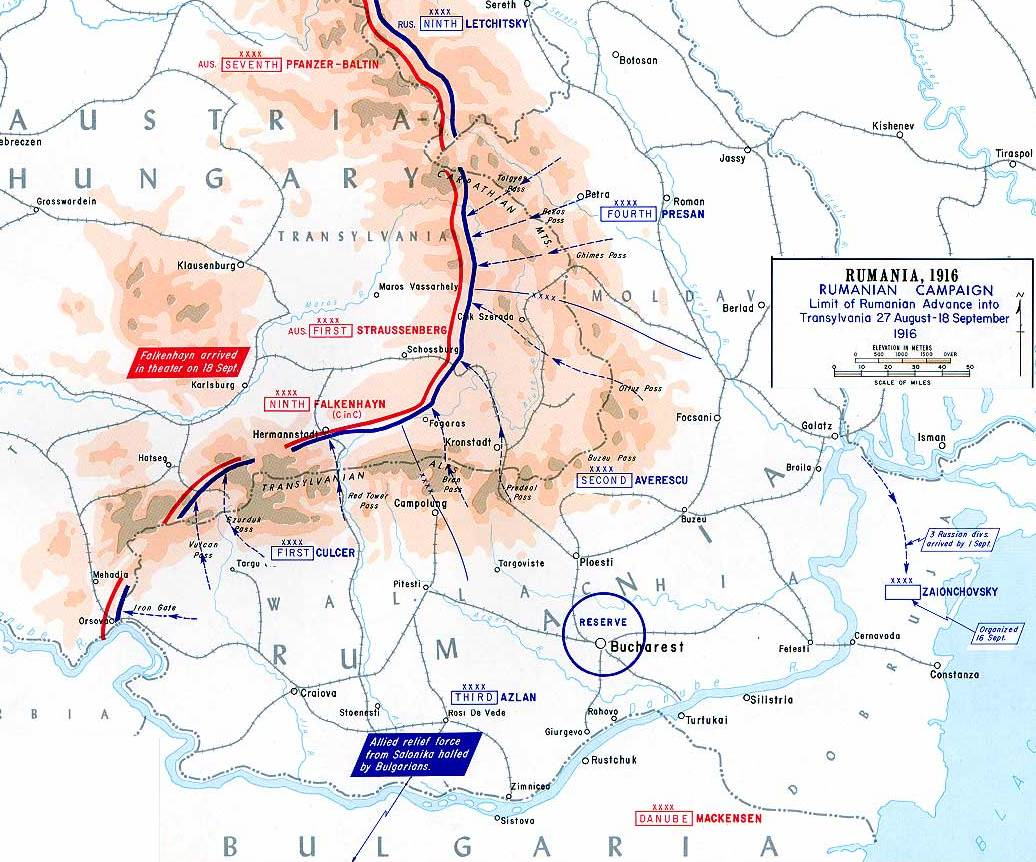
A erdélyi román offenzíva (1916. augusztus 27. – szeptember 8.)

A keleti Bruszilov-offenzíva sikerei, majd pedig az augusztus közepén bekövetkező olasz siker a hatodik isonzói csatában felbátorította a román vezetést, és 1916. augusztus 27-én Románia hivatalosan is hadüzenetet küldött az Osztrák–Magyar Monarchiának. A román támadás 1916. augusztus 27–28. éjjelén indult meg, mikor a 4. és a 2. román hadsereg keletről, az 1. román hadsereg pedig déli irányból áttörve a Kárpátok hágóin megkezdte előrenyomulását Erdély belső területei felé. Ahogy előre látható volt, a hágókat védő zászlóaljak nem tudtak hatékony ellenállást kifejteni, és a hadászati helyzetet felismerve Arz parancsot adott a Maros–Küküllő-vonal felé való visszavonulásra. Mivel számítani lehetett a nyugatról átcsoportosított német és osztrák–magyar erők mielőbbi megérkezésére Arz feladata elsősorban az volt, hogy a lehetőségeihez mérten, minimális veszteségek mellett lassítsa a román alakulatok előrenyomulását, majd a hamarosan megérkező, és felálló 9. német hadsereggel (parancsnoka Erich von Falkenhayn tábornok) közösen ellentámadást indítson, és kiszorítsa az ellenséges csapatokat a Kárpátokon túlra.
A román csapatok szeptember első hetében megszállták Petrozsényt és az Erdély délkeleti és keleti határa mögött fekvő székely medencéket: a Barcaságot, Háromszéket, Csíkot és Gyergyószéket. A román támadással párhuzamosan az Alekszej Bruszilov vezette orosz erők is támadást indítottak a központi hatalmak északi arcvonala ellen, melyet csak nagy áldozatok árán sikerült feltartóztatni.
A katonai eseményekkel párhuzamosan szükségszerűvé vált osztrák–magyar részről a civil lakosság evakuálásának kérdése, végrehajtása tekintetében azonban ellentét alakult ki a katonai és a polgári vezetés között. A vezérkar minél nagyobb területről, lehetőleg a teljes polgári lakosságot akarta evakuáltatni, ezáltal elkerülve azt, hogy a helyben maradó civilek akadályozzák a hadmozdulatokat. Ezzel szemben a polgári közigazgatás vezetői a gazdasági élet zavartalansága miatt az ellenkezőjében voltak érdekeltek. A hadvezetőség és a kormány kompromisszumos megállapodása alapján elrendelték, hogy kizárólag a hadianyag és a fegyverfogásra alkalmas lakosságot evakuálják a térségből, őket is kizárólag a határ menti vármegyékből, „a lakosságnak fegyvert nem fogható része és a harcászati célokat nem szolgáló egyéb anyag azonban ne mozdíttassék”. A román csapatok előrenyomulásával párhuzamosan azonban hatalmas menekülthullám indult meg nemcsak a határ menti, hanem a betöréstől védettebb belső területek irányából is, elsősorban az erdélyi szász és magyar lakosság körében, amelyben bizonyára közrejátszhatott az is, hogy még elevenen élt a lakosság emlékezetében az 1848–49-ben lezajlott etnikai atrocitások emléke. Bár mind a civil, mind a katonai köröknek számítani kellett volna egy ilyen fokú menekülthullám lehetőségére, mégis elmaradtak a kellő előkészületek. A kormánybiztosság megpróbált utólag enyhíteni a problémán egy augusztus 29-i rendelettel az érintett 11 vármegye kiürítéséről, azonban a folyamat visszafordíthatatlannak bizonyult, és a pánikba esett lakosság nem tartotta be az intézkedéseket. Nagyenyed, Torda, Kolozsvár, majd Temesvár és Szeged vidéke is megtelt menekülőkkel, számuk meghaladta a kétszázezret. A hatalmas tömeg ellátása és útjának szervezése hatalmas nehézségekkel járt és komoly szervező munkát kívánt, továbbá jelentős mennyiségű vasúti kapacitást vett igénybe, mely akadályozta a csapatok frontra szállítását.
A szállítási nehézségek ellenére a román hadüzenetet követő harmadik héten megérkeztek az első német erősítések, és a keleti front (Galícia és Bukovina) stabilizációjával párhuzamosan megkezdődtek az előkészületek az ellentámadás végrehajtására. A román előrenyomulás a vártnál jóval lassabban haladt, a hatalmas számbeli fölény ellenére az első három hét alatt mindössze 60 km-t jutottak előre az északi és 100 km-t a déli szárnyon. Szeptember 18-ra a védekező csapatok jobb szárnya az Olt mögé, a középhad a Hargita és a Görgényi-havasok mögé hátrált, míg a bal szárny a Kelemen-havasokban állt meg, megtartatva a kapcsolatot az orosz előrenyomulást feltartó bukovinai csapatokkal (7. hadsereg, parancsnoka Karl von Pflanzer-Baltin). Nagyszebenbe – bár Arz tábornok parancsára kiürítették – a román csapatok nem vonultak be. A román előrenyomulás lassúságához minden bizonnyal hozzájárult, hogy az offenzívában résztvevő alakulatok jelentős része nem rendelkezett megfelelő háborús tapasztalatokkal, és ezen hadjárat során esett át a tűzkeresztségen, míg a velük szemben álló osztrák–magyar alakulatok kicsiny létszámuk ellenére rendelkeztek az elmúlt két háborús év tapasztalataival, és visszavonulásuk során is hatékony védekezést fejtettek ki. Emellett a támadó csapatok utánpótlása nem volt kellően biztosítva, és maga a román hadvezetés is sok esetben rendkívül bizonytalanul viselkedett. A román egységek, mivel nem tudták felderíteni, hogy ténylegesen mekkora erő áll velük szemben, és hogy a velük közvetlen harcérintkezésben lévő osztrák–magyar csapatok mögött nem állnak-e nagyobb tartalékok, az egész arcvonalon nagyon óvatosan és lassan nyomultak előre. Az erdélyi románság magatartása sem kedvezett a támadásnak. Bár kijelenthető, hogy a régió románsága titkon mindenképpen szimpatizált a királyi román csapatokkal, a politikai vezetők mégis kijelentéseikben egyértelműen hangsúlyozták az osztrák–magyar uralkodóhoz való hűségüket, és alapvetően tartózkodó magatartást tanúsítottak az eseményekkel kapcsolatban. Ahogy Szeben vármegye főispánja a román betörésről írt bizalmas összefoglalójában leírja: „A románság magatartásával nagyjából meg lehetünk elégedve”. A hadvezetőség azon szándékával szemben, miszerint az erdélyi román értelmiséget kollektív módon internálják a polgári közigazgatás képviselői a kormánybiztossal együtt erélyesen ellenálltak. A román erők előrenyomulásának lassúsága és a hadseregek közti megfelelő együttműködés hiánya elég időt teremtett az osztrák–magyar és német erők számára, hogy soraikat rendezve előkészítsék az ellentámadást.

### A központi hatalmak ellentámadása

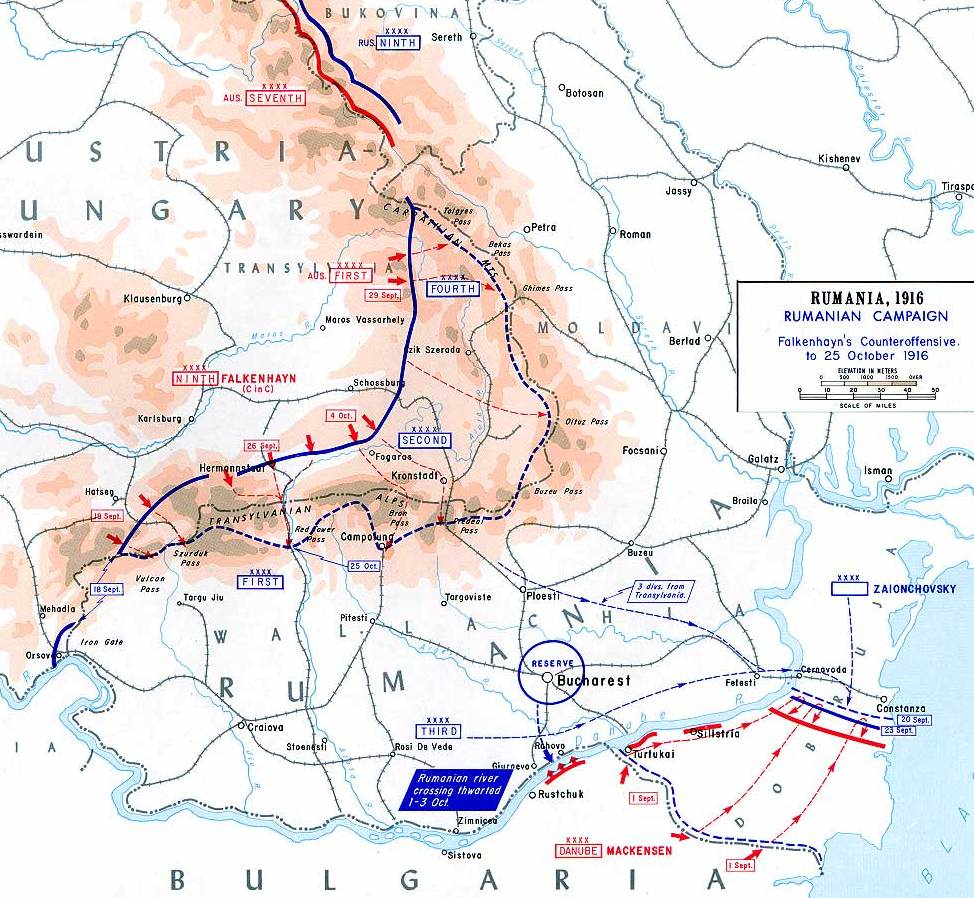
A központi hatalmak ellentámadása (1916. szeptember–október)

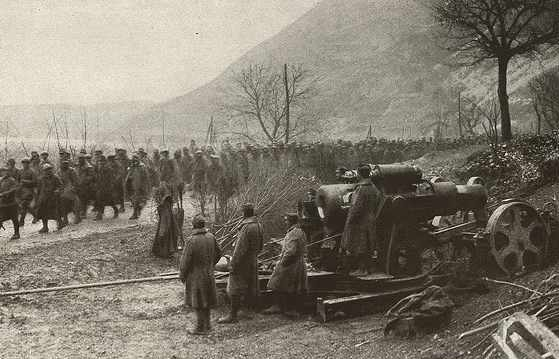
Román hadifoglyok menete halad el egy osztrák tarackágyú mellett

Az erdélyi offenzívát a román tábornokok szeptember második felében leállították, aminek a legfőbb okának a központi hatalmak Észak-Bulgáriából kiinduló támadása tekinthető. A Mackensen vezette Duna-hadsereg szeptember 3-án rajtaütésszerű támadás során elfoglalta Tutrakan román erődjét, a 3. bolgár hadsereg pedig sikeresen benyomult Dobrudzsába. Az itteni román egységek nem képviseltek kellő erőt a német–bolgár–török erőkkel szemben, amelyek elfoglalták Szilisztrát, majd folytatva előrenyomulásukat, a velük szemben álló román hadsereget szeptember közepére lényegében megsemmisítették. A román hadvezetés a katasztrófát elkerülendő elrendelte az erdélyi offenzíva leállítását, és megkezdte erőinek átcsoportosítását a főváros és a déli országrész védelmére, azonban ezt megakadályozta a német és osztrák–magyar csapatok nyugati támadása.
Erdélyben 1916 szeptemberének közepére német és osztrák–magyar alakulatokból megszerveződött a 9. (német) hadsereg és a Marosvásárhelyen összpontosított 1. osztrák–magyar hadsereget is friss alakulatokkal erősítették meg. Szeptember 19-re a központi hatalmak 115 zászlóaljat tudtak kiállítani a románok 236 zászlóaljával szemben. Az Arz tábornok vezette hat hadosztálynak a Keleti-Kárpátok, ezáltal Falkenhayn tábornok bal szárnyának biztosítása volt a feladata, míg Falkenhayn 9. hadserege lendületes offenzívát indított Dél-Erdélyben, s előbb az 1., majd a 2. román hadseregre mért csapást. A nagyszebeni csatában a Falkenhayn hadseregéhez tartozó Alpenkorps egység (mely német hegyivadászokat és osztrák–magyar alakulatokat foglalt magába) sikeresen megkerülte az I. román hadtest bal szárnyát, és elfoglalta a Vöröstoronyi-szorost, az 1. román hadsereg ellentámadása, ahogy 2. hadsereg próbálkozása, hogy éket verjen a 9. német és az 1. osztrák–magyar hadsereg közé sikertelennek bizonyultak. A győzelmet követően Falkenhayn késlekedés nélkül a 2. román hadsereg felé fordult, és előrenyomult Fogaras–Brassó felé abban a reményben, hogy gyors akcióval megelőzheti a román erők meggyengült bal szárnyának védett állásokba való berendezkedését. Az október 5–6-án lezajlott persányi ütközet a központi hatalmak győzelmét hozta el, a 2. és 4. román hadsereg között támadt résen keresztül pedig szabad volt az út Brassó felé, amelyet október 9-re sikeresen be is vettek (brassói csata). Ezzel egyidőben a 4. román hadsereget az Arz vezette osztrák–magyar erők kényszerítették visszavonulásra. A románok által elszenvedett vereségek hatására Bruszilov orosz tábornok két tehermentesítő támadást is intézett a központi hatalmak északi arcvonala, a bukovinai erők és Arz jobb szárnya ellen szeptember 25-én és 30-án, de a nagy vérveszteség ellenére sem értek el komolyabb eredményeket az október végéig, november elejéig elhúzódó orosz hadműveletek, így október közepére, alig nyolc hét alatt Erdélyből kiszorultak a román csapatok.
Erdély visszafoglalását követően a központi hatalmak csapatai folytatták offenzívájukat. Az 1. hadsereg a Keleti-Kárpátokban folytatott küzdelmet a román és az időközben megérkező orosz segédhadakkal szemben, Falkenhayn hadseregével átverekedve magát a Szurdok-szoroson kijutott Havasalföldre, míg a Mackensen vezette Duna-hadsereg a Dunán átkelve betört a Román-alföldre, december 6-án elfoglalta Bukarestet és Ploiești-et. Az olajkutakat a visszavonuló román csapatok felrobbantották ugyan, de a Havasalföldet elfoglaló németek a román gazdaságot rövidesen helyreállították, és a német hadsereg ellátó bázisává vált a térségben. A súlyos veszteségeket elszenvedő és teljességgel demoralizált román hadsereg végül a Szeret folyó vonalán tudta csak biztosítani állásait, ahol elsősorban védelemre rendezkedett be a beérkező orosz csapatok támogatásával, elkerülve az ország teljes megszállását. Veszteségei azonban hatalmasak voltak, mintegy százötvenezer fő halt vagy sebesült meg, és közel ugyanennyien hadifogságba estek. A központi hatalmak veszteségei együttesen körülbelül kétszázezer főt tettek ki.

## Következmények

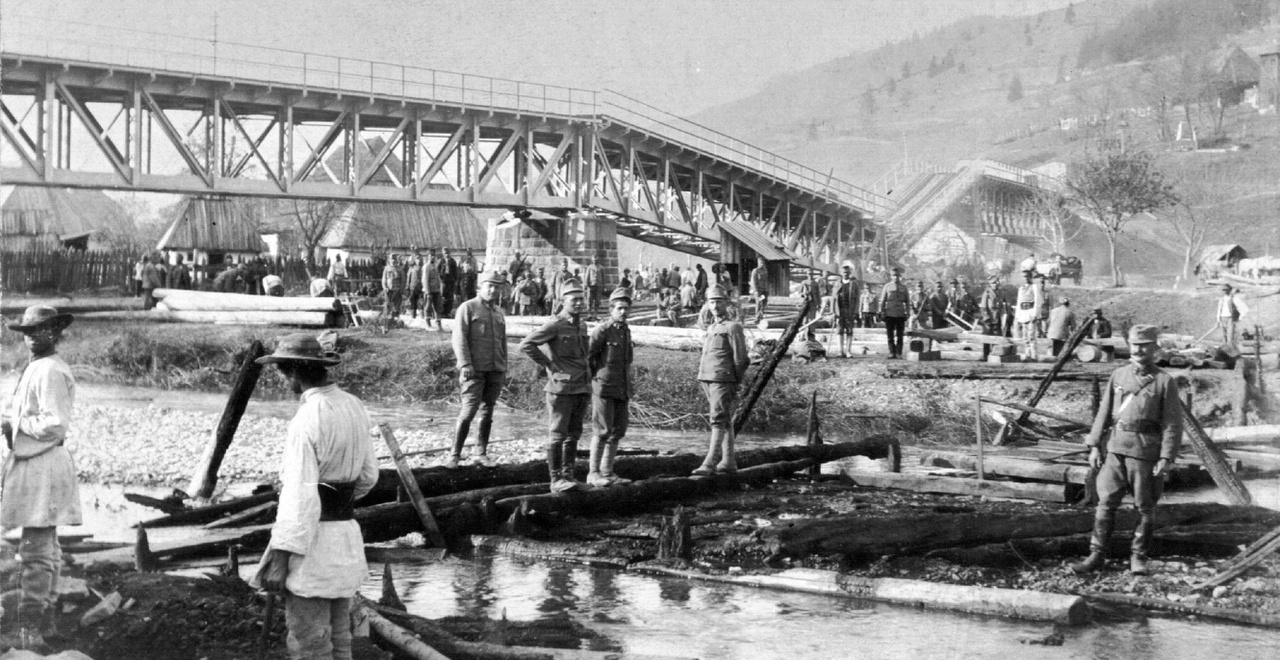
Felrobbantott vasúti híd a magyar–román határ mellett, Gyimesbükknél

Az erdélyi hadjárat során átmeneti időre román megszállás alá került városok lakossága jelentősen lecsökkent, a magyar és a szász lakosság jelentős része a helyi közigazgatás képviselőivel együtt a menekülést választotta. A bevonuló román erők a helyi román nemzetiségű értelmiség köréből állítottak vezetőket az elfoglalt települések élére, a magyar állami felségjeleket eltüntették, továbbá kinyilvánították az adott település Romániához tartozását. A települések többségén a magyar és a német nyelv hivatalos jellege ideiglenesen megszűnt, szerepüket a román és a francia vette át. A román vezérkar utasításban igyekezett elejét venni a fosztogatásoknak, és nyilatkozataikban a lakosság személyi és vagyonbiztonságának biztosítását hangsúlyozták, ezt azonban túlnyomórészt nem sikerült betartatniuk. Számos alkalommal került sor a megszállt területeken fosztogatásokra, rekvirálásokra, melyek több esetben gyilkosságokkal is együtt jártak. A visszavonuló románok jelentős számú túszt is magukkal hurcoltak, számuk a hadifoglyokkal együtt több ezer főre rúgott, sokuk a rossz higiéniai viszonyok és a nem megfelelő ellátás következtében életét vesztette.
A megszállás rövidsége ellenére a harcok sújtotta erdélyi területeken a helyreállítási munkák nehezen indultak be, és még a háború végéig sem fejeződtek be. Részben a lakosság megnyugtatása céljából több díszelgő látogatásra is sor került, 1916–17 folyamán a trónörökös, Károly főherceg és II. Vilmos német császár is Erdélybe érkezett rövid időre, az újjáépítés munkálatait számos állami intézet és segélyszervezet is támogatta különböző összegekkel. Bár az erdélyi románság alapvetően tartózkodóan viselkedett a hadi cselekmények idején, a k.u.k. hadvezetés – részben a régió védtelenül hagyása miatti felelősségének elhárítása miatt – több megtorló intézkedést is végrehajtott a románokkal szemben. Több száz személy került különböző vádak alapján bíróság elé, többségüket a későbbiekben szabadon engedték ugyan, de kényszerlakhelyet jelöltek ki számukra (internálták őket). Számos, a román megszállás alatt lakhelyükön maradó magyart is megrágalmaztak és feljelentettek különböző indokokkal, és a „románokkal való kollaborációval” vádolták őket. A vádakat az esetek döntő többségében az ügyekben eljáró joghatóságok ejtették. Apponyi Albert vallás-és közoktatásügyi miniszter 1917 közepétől Erdély keleti területén úgynevezett kultúrzóna kialakítását készítette elő, amely a gyakorlatban a román nemzetiségi iskolák erőszakos bezárását és állami tanintézetekkel való helyettesítését jelentette, de ezen intézkedés gyakorlati megvalósítására a háborús helyzet alakulása miatt nem került sor.
A Moldva északi határán kiépített állásaikat a román csapatok orosz támogatással 1918-ig sikeresen meg tudták őrizni, de az 1917 őszén lezajlott bolsevik hatalomátvételt követően Románia támasz nélkül maradt, és 1918 tavaszán Bukarestben különbéke kötésére kényszerült. A különbéke értelmében a Román Királyság lemondott Dobrudzsa egy részéről Bulgária javára, az Osztrák–Magyar Monarchiával közös határa pedig a Kárpátok déli és keleti lábaihoz került. Az országot jelentős gazdasági jóvátételre kötelezték, a Ploiești környéki olajmezők kitermelésének jogát kilencven évig német cégeknek kellett birtokolniuk, továbbá a háború végéig jelentős gabonaexportot kellett biztosítania a központi hatalmak számára. Ezzel a szerződéssel Románia megszűnt hadviselő félnek lenni egészen a háború végéig, mikor is a compiègne-i fegyverszünet megkötését megelőző napon (1918. november 10.) az ország ismét hadba lépett az antant oldalán, és jelentős magyarországi területeket szállt meg az elkövetkező másfél év során. Az 1920. június 4-i trianoni békeszerződés értelmében ezekből megtarthatta a Bánság egy részét, a Partiumot és Erdély egészét, továbbá megszerezte (az 1918-as bukaresti békében tőle elcsatolt) Dél-Dobrudzsát és (a széthullott Orosz Birodalomhoz tartozó) Besszarábia területét is.

## Képgaléria

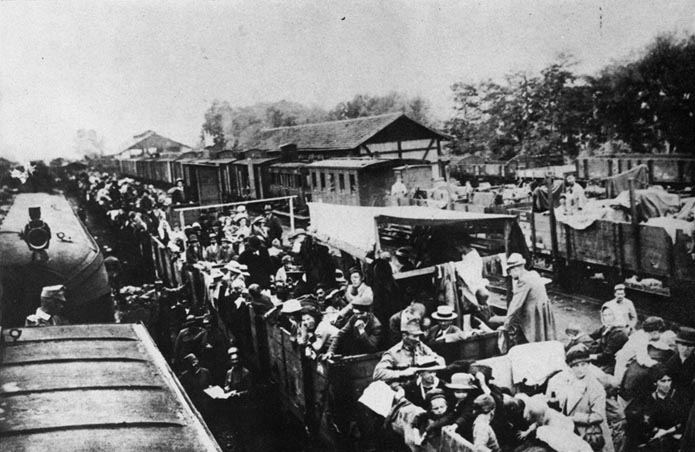
Menekültek vonata Brassónál 1916 augusztusának végén
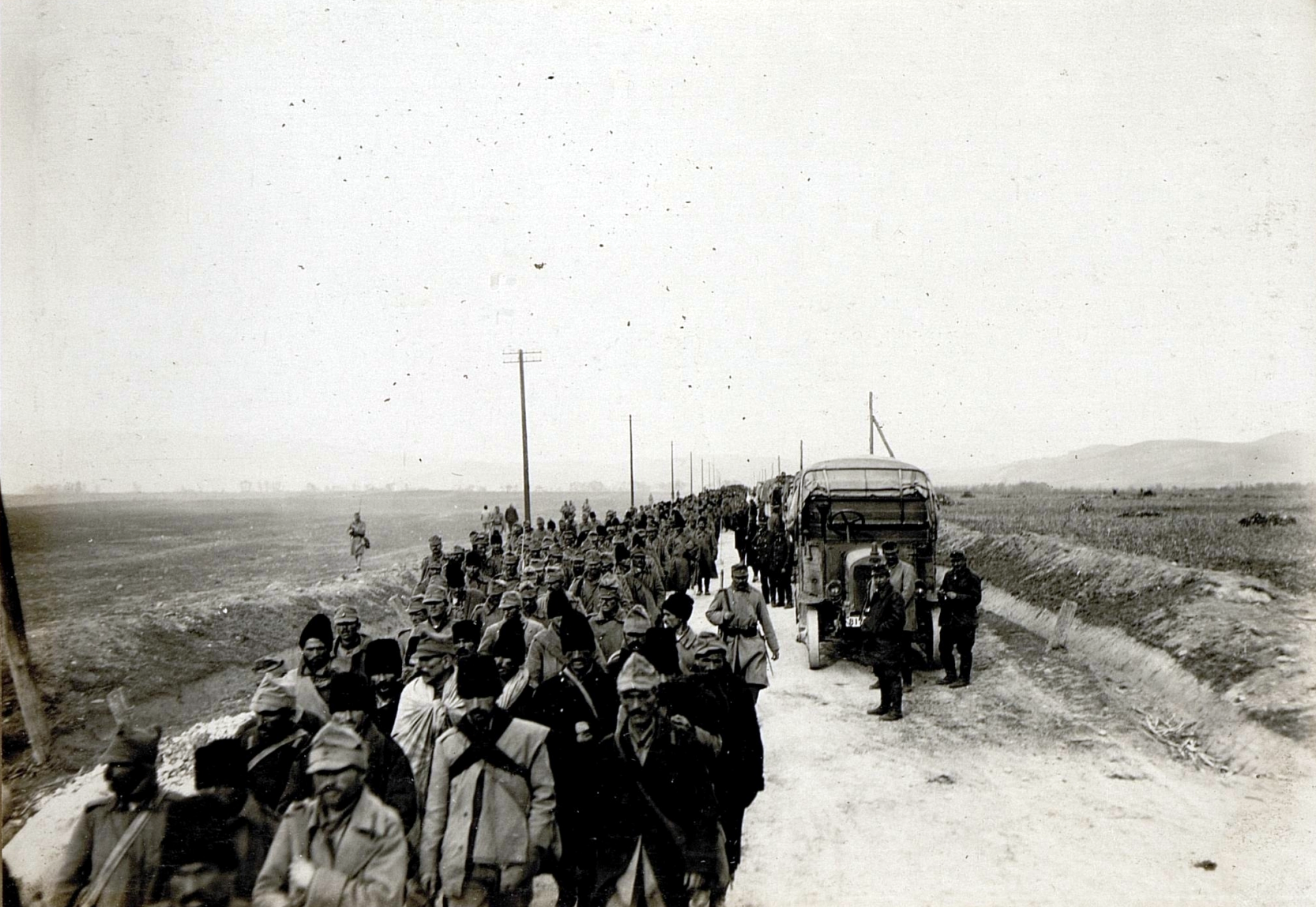
Román hadifoglyok menete
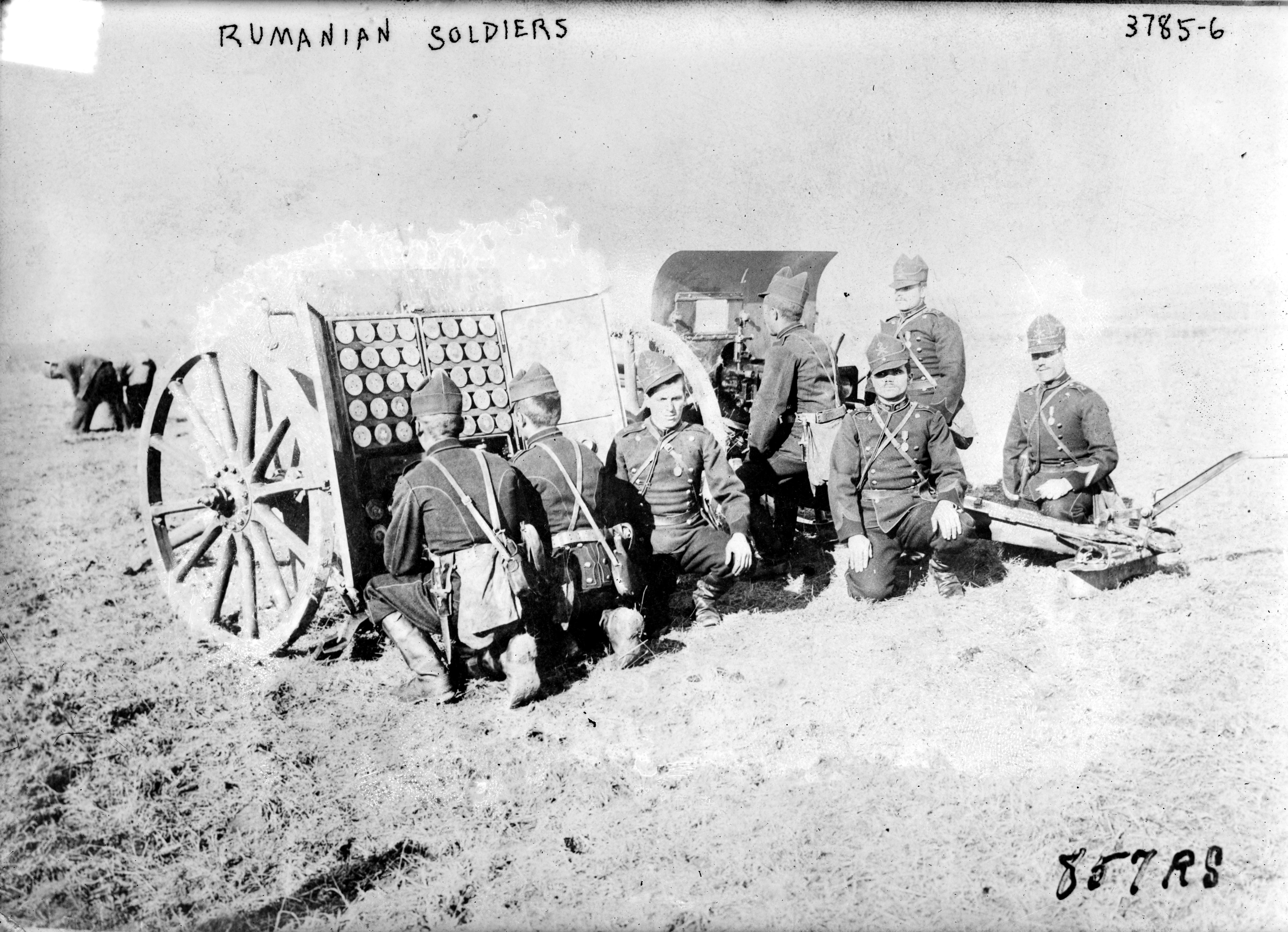
Román tüzérek egy csoportja